# Maywood (Nebraska)
Maywood es una villa ubicada en el condado de Frontier en el estado estadounidense de Nebraska. En el Censo de 2010 tenía una población de 261 habitantes y una densidad poblacional de 158,95 personas por km².

## Geografía
Maywood se encuentra ubicada en las coordenadas 40°39′31″N 100°37′20″O / 40.65861, -100.62222. Según la Oficina del Censo de los Estados Unidos, Maywood tiene una superficie total de 1.64 km², de la cual 1.64 km² corresponden a tierra firme y (0%) 0 km² es agua.

## Demografía
Según el censo de 2010, había 261 personas residiendo en Maywood. La densidad de población era de 158,95 hab./km². De los 261 habitantes, Maywood estaba compuesto por el 97.32% blancos, el 0% eran afroamericanos, el 0% eran amerindios, el 0% eran asiáticos, el 0% eran isleños del Pacífico, el 1.15% eran de otras razas y el 1.53% pertenecían a dos o más razas. Del total de la población el 3.07% eran hispanos o latinos de cualquier raza.